# Adolf Panz
Adolf Panz (28. února 1918 Benešov – 12. července 1986 Praha) byl český učitel perštiny a diplomat.

## Životopis
Narodil se v rodině středoškolského profesora. Po maturitě na gymnáziu v roce 1937 studoval na FF UK tureckou, perskou a indickou filologii až do zavření vysokých škol v roce 1939. Za války byl do roku 1945 zaměstnán v Orientálním ústavu. Studium dokončil v roce 1947 a následně získal studijní stipendium v Teheránu. Po roce se vrátil do Prahy a do roku 1953 byl na FF UK lektorem perštiny, pak znovu v letech 1960–1962. Od roku 1955 působil na velvyslanectví v Kábulu, později byl jmenován chargé d’affaires v Pákistánu a v letech 1972–1978 působil ve funkci velvyslance v Bangladéši.

## Dílo
- PANZ, Adolf. Slovníček hindustánsko-český a česko-hindustánský. 1. vyd. Praha: Orientální ústav, 1941. 171 s.
- PANZ, Adolf. Perština I.. 1. vyd. Praha: Jazyková škola v Praze, 1949.